# چنایا
چنایا (به ایتالیایی: Cenaia) یک منطقهٔ مسکونی در ایتالیا است که در Crespina Lorenzana واقع شده‌است. چنایا ۲٬۰۸۶ نفر جمعیت دارد و ۲۱ متر بالاتر از سطح دریا واقع شده‌است.